# Yan Petrovski
Yan Igorevich Petrovsky (en ruso: Ян Игоревич Петровский, nacido en 1987), también conocido por su alias "Slavyan" (en ruso: Славян, Eslavo) y su nuevo nombre legal Voislav Torden (ruso: Воислав Торден), es un neo-nazi y militante ruso-noruego, conocido como uno de los líderes de la unidad paramilitar Rúsich.
Se presume que Yan Petrovsky es el comandante del destacamento Zimargl de la Rúsich, "una de las unidades especiales independientes formadas para tareas operativas y de reconocimiento en el territorio de Ucrania". Según el Departamento del Tesoro de los Estados Unidos, en 2022 asumió el cargo de comandante del Grupo después de que el líder Alexey Milchakov resultara herido en la contraofensiva del este de Ucrania de 2022.